# 堀金正章
堀金 正章（ほりがね まさあき、1956年8月10日 - ）は、日本の会社役員。元かんぽ生命保険取締役。

## 人物・経歴
東京大学理学部を卒業後、1979年4月に郵政省に入省。
総務省の保険計理監理官、日本郵政公社の総本部財務部長、かんぽ生命保険執行役、常務執行役、専務執行役などを経て、2017年6月株式会社かんぽ生命保険の取締役兼代表執行役副社長。2020年6月かんぽ生命保険取締役。2021年6月、同社取締役退任。